# Key Biscayne, Florida
Key Biscayne este o municipalitate de ordin trei, un sat situat în comitatul Miami-Dade, statul Florida, Statele Unite ale Americii, care se găsește pe insula omonimă, Key Biscayne. La data recensământului din anul 2010, populația localității era de 12.344 de locuitori. .
Key Biscayne se găsește la sud de Miami Beach și la est de Miami. Satul este conectat cu Miami prin Rickenbacker Causeway, construit inițial în 1947. Datorită altitudinii sale foarte joase și a expunerii directe la Oceanul Atlantic, Key Biscayne este printre primele localități din zona aglomerării urbane din jurul orașului Miami care este evacuată în cazul uraganelor.

## Geografie

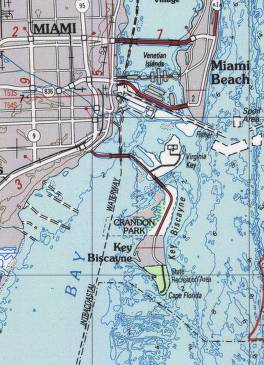
Harta localității și insulei Key Biscayne

Conform datelor furnizate de United States Census Bureau, satul are o suprafață totală de 3,625 km2 (sau de 1.41 sqmi), dintre care 3,367 km2 (sau 1.3 sqmi) este uscat, iar restul de 0,262 km (sau 0.11 sqmi, adică 8.63%) este apă.
Localitatea este bordată la nord de Crandon Park, unul din parcurile comitatului Miami-Dade, la sud de un alt parc, Bill Baggs Cape Florida State Park, situată la est de Oceanul Atlantic și la vest de Biscayne Bay.

## Educație
- Districtul școlar Miami-Dade County Public Schools deservește localitatea Key Biscayne.

## Rezidenți notabili
- Mary Joe Fernandez, jucătoare de tenis
- Emerson Fittipaldi Ex F1 and Indianapolis 500 Winner, Indycar Driver.
- Richard Nixon, Florida home of this former U.S. president during his stay in office
- Isabel Pérez Farfante, carcinologist
- "Bebe" Rebozo, banker.
- Eddie Rickenbacker și soția sa Adelaide.

## Alte informații
- Key Biscayne also hosts the Tennis Center at Crandon Park, home to the Sony Ericsson Open Tennis Tournament, and a golf course, along with many amenities for water sports and fishing.
- Key Biscayne has a Visitors Center, open 24/7, 365 days a year, located in the Village Hall, next to the Police Station.